# لوکا کلمن-کار
لوکا کلمن-کار (انگلیسی: Luca Coleman-Carr؛ زادهٔ ۱۱ ژانویهٔ ۱۹۹۱) بازیکن فوتبال اهل بریتانیا است.
از باشگاه‌هایی که در آن بازی کرده‌است می‌توان به باشگاه فوتبال لینکولن سیتی اشاره کرد.